# Снігокат

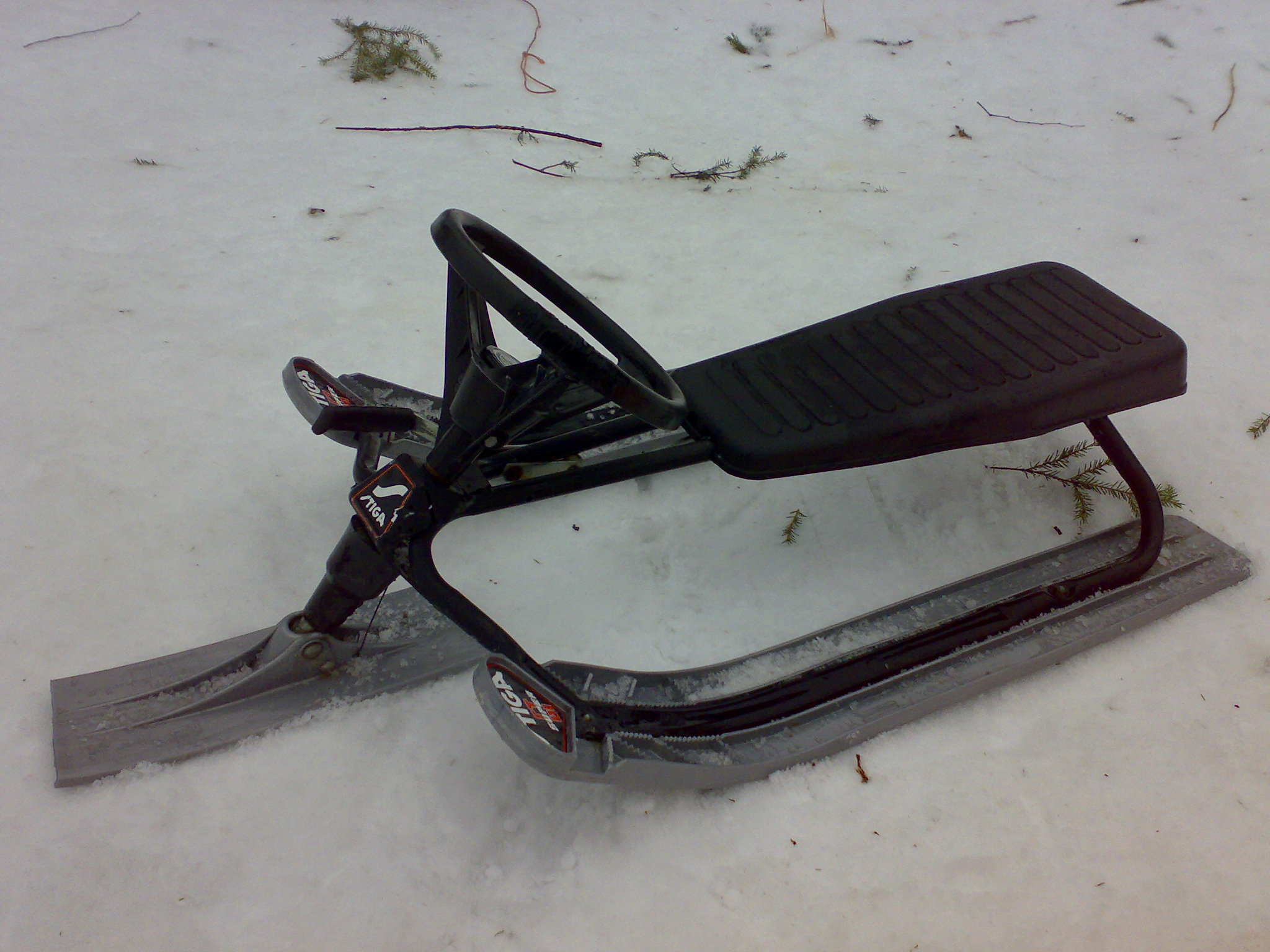
Снігокат фірми STIGA

Снігока́т — прилад для катання з гір з кермовим управлінням, керовані сани. Складається з металевої рами з сидінням, встановленої на двох полозах. Третій короткий полоз розташовано попереду — він призначений для управління снігокатом.

## Історія
Шведська фірма STIGA з 1944 року випускала санчата «BOGGI» з кермовим управлінням. Ідея використання міцної металевої рами і пластикових полозів виникла в інженера-розробника фірми Ерланда Вікнера (Erland Wikner) у 1965 році. Через сім років по тому, у 1972-му, перший сучасний снігокат з'явився у продажу — під маркою Stiga Snowracer. Відтоді дизайн постійно змінювався і вдосконалювався.

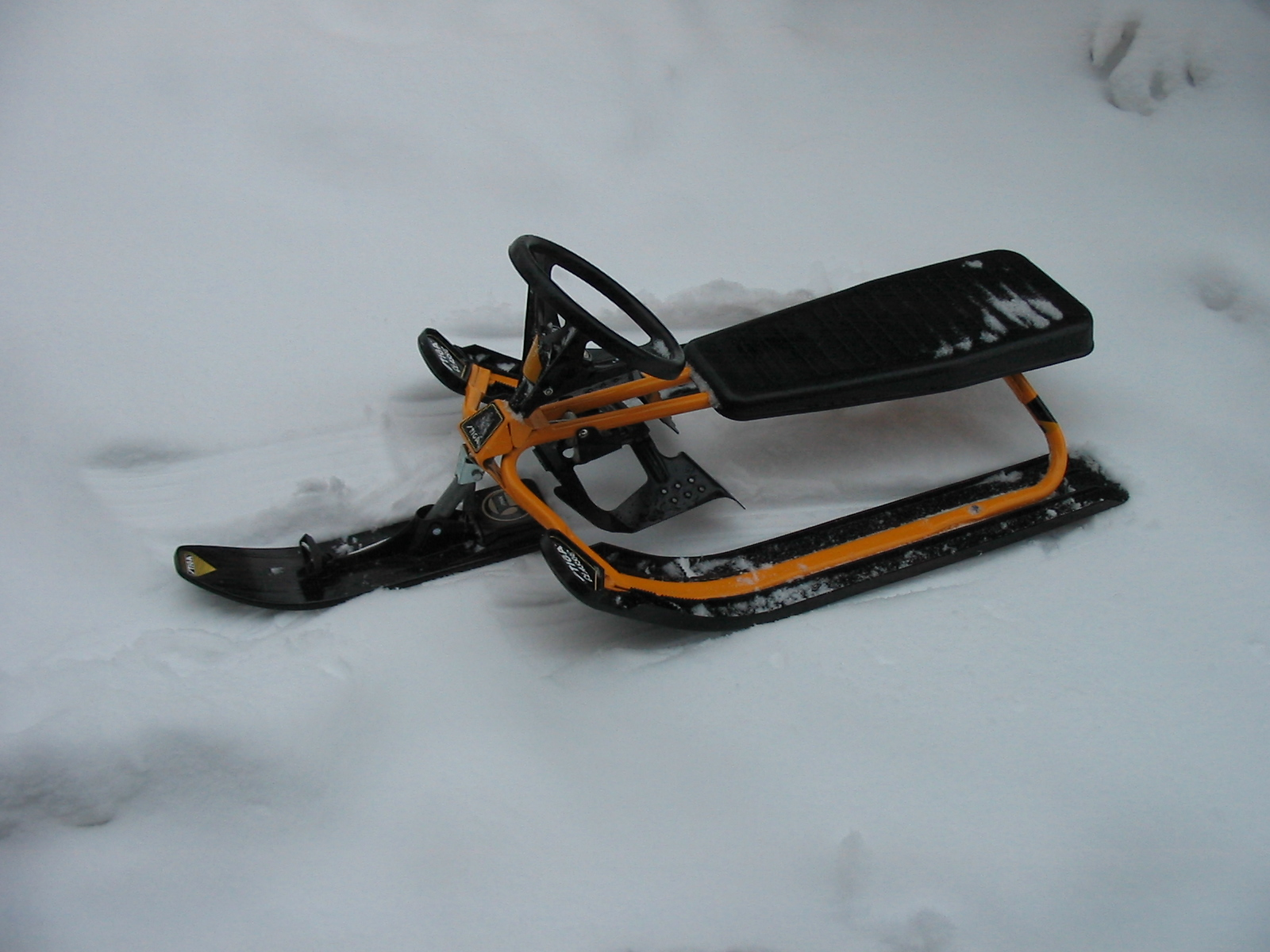
Снігокат фірми STIGA

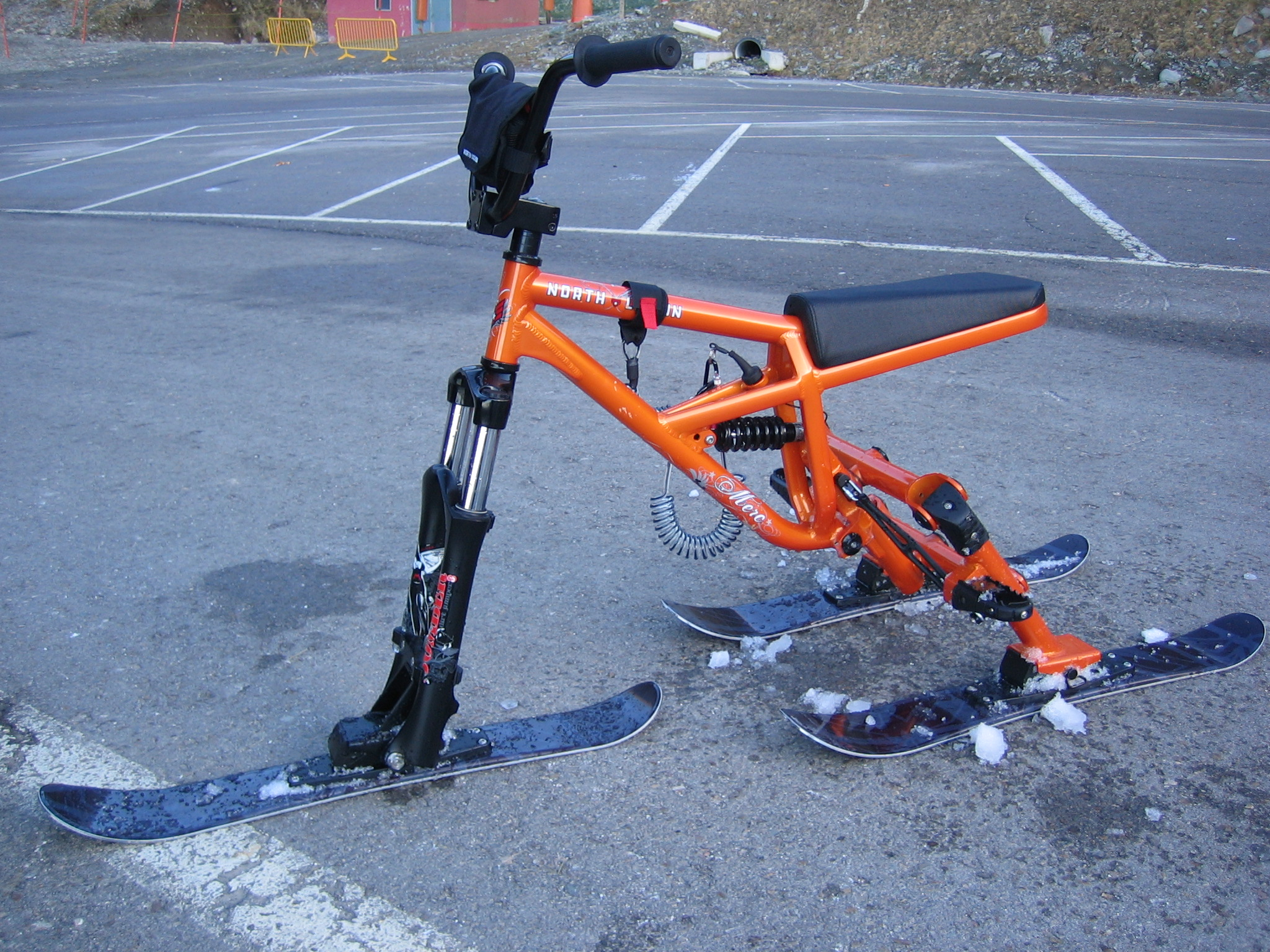
Снігокат Merc SMX

У Радянському Союзі снігокати з'явилися у 1970-х роках. Перший радянський снігокат «Чук і Гек», названий на честь героїв оповідання А. П. Гайдара, був верхом мрій дітей тих часів: посідати його значило для дитини те ж саме, що для батька — мати автомобіль. «Чук і Гек» мав ефектний вигляд — велосипедне кермо, гальма, металеві полози, оббите шкірзамінником сидіння. Важив снігокат чимало — 10 кг. Він не розвивав великої швидкості, але завдяки міцній конструкції витримував найнещаднішу експлуатацію. Коштував такий снігокат досить дорого — 40 карбованців (звичайні санки — 5 крб.).
У 1980-х роках на зміну «Чуку і Геку» прийшли снігокати марки «Аргамак» — виробництва заводу «Энергомаш» у підмосковних Хімках. «Аргамак» мав вдосконалений дизайн, «автомобільне» чотирикутне кермо, пластикові полози замість металевих, що уможливило істотно зменшити його вагу. Снігокат з «кінською» назвою розвивав пристойну швидкість, і був зручнішим в управлінні. Сучасні моделі «Аргамаків» здатні витримувати вагу до 100 кг, що робить можливим катання разом з дитиною і дорослих.
Поряд з традиційною конструкцією снігокатів, існують й інші, наприклад, снігокат Merc SMX нагадує триколісний велосипед на коротких полозах.